# Club Patí Voltregà
Il Club Patí Voltregà, meglio noto come CP Voltregà o Voltregà, è un club di hockey su pista avente sede a Sant Hipòlit de Voltregà. I suoi colori sociali sono il bianco e il blu.
Nella sua storia ha vinto in ambito nazionale due campionati nazionali e cinque Coppe del Re; in ambito internazionale vanta tre Euroleghe e due Coppe WSE.
La squadra disputa le proprie gare interne presso il Pavelló Victorià de la Riba, a Sant Hipòlit de Voltregà.

## Cronistoria
| Cronistoria del Club Patí Voltregà |
| --- |
| - 1955 · Fondazione del Club Patí Voltregà. - 1955 · 2ª divisione campionato de Catalunya. - 1956 · 2ª divisione campionato de Catalunya. - 1957 · 2ª divisione campionato de Catalunya. Promosso in 1ª divisione campionato de Catalunya. - 1958 · 3º in 1ª divisione campionato de Catalunya. Eliminato in semifinale di Coppa del Generalissimo. - 1959 · Vince il campionato de Catalunya (1º titolo). Finalista di Coppa del Generalissimo. - 1960 · 2º in 1ª divisione campionato de Catalunya. Vince la Coppa del Generalissimo (1º titolo). - 1961 · 2º in 1ª divisione campionato de Catalunya. Eliminato in semifinale di Coppa del Generalissimo. - 1962 · Vince il campionato de Catalunya (2º titolo). Finalista di Coppa del Generalissimo. - 1963 · Vince il campionato de Catalunya (3º titolo). Finalista di Coppa del Generalissimo. - 1964 · 2º in 1ª divisione campionato de Catalunya. Finalista di Coppa del Generalissimo. - 1965 · Vince il campionato de Catalunya (4º titolo). Vince la Coppa del Generalissimo (2º titolo). - 1966 · 3º in 1ª divisione campionato de Catalunya. Eliminato ai quarti di finale di Coppa del Generalissimo. Vince la Coppa dei Campioni (1º titolo). - 1967 · 6º in 1ª divisione campionato de Catalunya. Eliminato ai quarti di finale di Coppa del Generalissimo. Eliminato in semifinale di Coppa dei Campioni. - 1968 · 6º in 1ª divisione campionato de Catalunya. Eliminato in semifinale di Coppa del Generalissimo. - 1969 · 7º in 1ª divisione campionato de Catalunya. Vince la Coppa del Generalissimo (3º titolo). Ammesso alla División de Honor. - 1969-1970 · 5º in División de Honor. Finalista di Coppa del Generalissimo. Finalista di Coppa dei Campioni. - 1970-1971 · 3º in División de Honor. Eliminato agli ottavi di finale di Coppa del Generalissimo. Eliminato ai quarti di finale di Coppa dei Campioni. - 1971-1972 · 7º in División de Honor. Eliminato agli ottavi di finale di Coppa del Generalissimo. - 1972-1973 · 4º in División de Honor. Eliminato in semifinale di Coppa del Generalissimo. - 1973-1974 · 2º in División de Honor. Vince la Coppa del Generalissimo (4º titolo). - 1974-1975 · Campione di Spagna (1º titolo). Finalista di Coppa del Generalissimo. Vince la Coppa dei Campioni (2º titolo). - 1975-1976 · Campione di Spagna (2º titolo). Finalista di Coppa del Generalissimo. Vince la Coppa dei Campioni (3º titolo). - 1976-1977 · 3º in División de Honor. Vince la Coppa del Re (5º titolo). Eliminato in semifinale di Coppa dei Campioni. - 1977-1978 · 2º in División de Honor. Finalista di Coppa del Re. Finalista di Coppa delle Coppe. - 1978-1979 · 8º in División de Honor. Eliminato agli ottavi di finale di Coppa del Re. Finalista di Coppa delle Coppe. - 1979-1980 · 11º in División de Honor. Eliminato ai quarti di finale di Coppa del Re. - 1980-1981 · 12º in División de Honor. Eliminato ai quarti di finale di Coppa del Re. - 1981-1982 · 11º in División de Honor. Eliminato in Coppa del Re. - 1982-1983 · 5º in División de Honor. Eliminato in semifinale di Coppa del Re. - 1983-1984 · 5º in División de Honor. Eliminato ai quarti di finale di Coppa del Re. Eliminato in semifinale di Coppa CERS. - 1984-1985 · 7º in División de Honor. Eliminato ai quarti di finale di Coppa del Re. Eliminato in semifinale di Coppa CERS. - 1985-1986 · 9º in División de Honor. Eliminato in Coppa del Re. - 1986-1987 · 5º in División de Honor. Eliminato in Coppa del Re. - 1987-1988 · 7º in División de Honor. Eliminato in Coppa del Re. Eliminato in semifinale di Coppa CERS. - 1988-1989 · 5º gir. A, 1º gir. retroc. in División de Honor. Eliminato in Coppa del Re. - 1989-1990 · 5º gir. A, 1º gir. retroc. in División de Honor. Eliminato agli ottavi di finale di Coppa del Re. - 1990-1991 · 5º gir. A, 1º gir. retroc. in División de Honor. Finalista di Coppa del Re. - 1991-1992 · 3º gir. A, 5º gir. titolo in División de Honor. Finalista di Coppa del Re. Finalista di Coppa delle Coppe. - 1992-1993 · 8º in División de Honor. Finalista di Coppa del Re. Eliminato ai quarti di finale di Coppa delle Coppe. - 1993-1994 · 6º in División de Honor. Eliminato al primo turno di Coppa del Re. Finalista di Coppa delle Coppe. - 1994-1995 · 3º gir. B, 5º gir. titolo in División de Honor. Eliminato al secondo turno di Coppa del Re. Eliminato ai quarti di finale di Coppa CERS. - 1995-1996 · 8º gi. A, 5º gir. retroc. in División de Honor. Eliminato ai quarti di finale di Coppa del Re. Eliminato in semifinale di Coppa CERS. - 1996-1997 · 7º gir. A, 5º gir. retroc. in División de Honor. Eliminato al primo turno di Coppa del Re. - 1997-1998 · 9º in División de Honor. Eliminato ai quarti di finale di Coppa del Re. - 1998-1999 · 8º in División de Honor. - 1999-2000 · 6º in División de Honor. Finalista di Coppa del Re. Finalista di Coppa CERS. - 2000-2001 · 7º in División de Honor, semifinale dei play-off. Finalista di Coppa del Re. Eliminato ai quarti di finale di Coppa CERS. - 2001-2002 · 2º in División de Honor, quarti di finale dei play-off. Eliminato in semifinale di Coppa del Re. Vince la Coppa CERS (1º titolo). - 2002-2003 · 8º in OK Liga, quarti di finale dei play-off. Eliminato ai quarti di finale di Coppa del Re. Eliminato ai quarti di finale di Coppa CERS. Finalista di Coppa Continentale. - 2003-2004 · 11º in OK Liga. Eliminato in semifinale di Coppa CERS. - 2004-2005 · 12º in OK Liga. - 2005-2006 · 12º in OK Liga. - 2006-2007 · 11º in OK Liga. - 2007-2008 · 13º in OK Liga. Eliminato agli ottavi di finale di Coppa CERS. - 2008-2009 · 15º in OK Liga. Retrocesso in Primera División. - 2009-2010 · In Primera División. Promosso in OK Liga. - 2010-2011 · 11º in OK Liga. - 2011-2012 · 12º in OK Liga. - 2012-2013 · 8º in OK Liga. - 2013-2014 · 10º in OK Liga. Eliminato ai quarti di finale di Coppa del Re. Eliminato al primo turno di Coppa CERS. - 2014-2015 · 7º in OK Liga. Eliminato in semifinale di Coppa del Re. - 2015-2016 · 10º in OK Liga. Eliminato ai quarti di finale di Coppa del Re. Eliminato al primo turno di Coppa CERS. - 2016-2017 · 5º in OK Liga. Eliminato ai quarti di finale di Coppa del Re. - 2017-2018 · 8º in OK Liga. Finalista di Supercoppa di Spagna. Eliminato in semifinale di Coppa CERS. - 2018-2019 · 8º in OK Liga. Eliminato ai quarti di finale di Coppa del Re. Eliminato in semifinale di Coppa WSE. - 2019-2020 · 10º in OK Liga. Qualificato ai quarti di finale di Coppa WSE. Stagione interrotta a causa della pandemia di COVID-19. - 2020-2021 · 7º in OK Liga. Eliminato ai quarti di finale di Coppa del Re. - 2021-2022 · 10º in OK Liga. Eliminato ai quarti di finale di Coppa WSE. - 2022-2023 · Partecipa all'OK Liga. |

## Palmarès

### Competizioni nazionali
7 trofei
- Campionato spagnolo: 2

1974-1975, 1975-1976
- Coppa del Re: 5

1960, 1965, 1969, 1974, 1977

### Competizioni internazionali
5 trofei
- CERH European League: 3

1965-1966, 1974-1975, 1975-1976
- Coppa CERS/WSE: 2

2001-2002, 2022-2023

## Statistiche

### Partecipazioni ai campionati
| Livello | Categoria         | Partecipazioni | Debutto   | Ultima stagione | Totale |
| ------- | ----------------- | -------------- | --------- | --------------- | ------ |
| 1º      | División de Honor | 33             | 1969-1970 | 2001-2002       | 53     |
| 1º      | OK Liga           | 20             | 2002-2003 | 2022-2023       | 53     |
| 2º      | Primera División  | 1              | 2009-2010 | 2009-2010       | 1      |

### Partecipazioni alla coppe nazionali
| Competizione                         | Partecipazioni | Debutto | Ultima stagione |
| ------------------------------------ | -------------- | ------- | --------------- |
| Coppa del Generalissimo/Coppa del Re | 50             | 1958    | 2021            |
| Supercoppa di Spagna                 | 1              | 2017    | 2017            |

### Partecipazioni alla coppe internazionali
| Competizione                                 | Partecipazioni | Debutto   | Ultima stagione |
| -------------------------------------------- | -------------- | --------- | --------------- |
| Coppa CERS/WSE                               | 17             | 1983-1984 | 2021-2022       |
| Coppa dei Campioni/Champions League/Eurolega | 7              | 1965-1966 | 1976-1977       |
| Coppa delle Coppe                            | 5              | 1977-1978 | 1993-1994       |
| Supercoppa d'Europa/Coppa Continentale       | 1              | 2002-2003 | 2002-2003       |